# Kancerogen
Kancerogen je tvar ili smjesa tvari koja izaziva rak ili povećava šansu pojave raka. Ako je tvar izazvala dobroćudne ili zloćudne tumore u dobro provedenim eksperimentalnim istraživanjima na životinjama, smatra se da je opravdano pretpostaviti odnosno sumnjati da će biti kancerogena i za ljude, osim ako postoje čvrsti dokazi da mehanizam tvorbe tumora nije relevantan za ljude.

## Kategorizacija prema IARC-u
- Skupina 1 - dokazana kancerogenost za ljude
- Skupina 2A - vjerojatna kancerogenost za ljude
- Skupina 2B - sumnja se u kancerogenost za ljude
- Skupina 3 - DNF
- Skupina 4 - vjerojatno nije kancerogeno za ljude

## Vanjske poveznice
- The Carcinogenic Potency Database - (engl.)  Arhivirana inačica izvorne stranice od 10. lipnja 2010. (Wayback Machine)
- National Institute of Environmental Health Sciences: 10th Report on Carcinogens (engl.)  Arhivirana inačica izvorne stranice od 31. siječnja 2005. (Wayback Machine)
- IARC Monographs Programme on the Evaluation of Carcinogenic Risks to Humans (engl.)  Arhivirana inačica izvorne stranice od 2. svibnja 2006. (Wayback Machine)
- IARC and NTP carcinogen list (engl.)  Arhivirana inačica izvorne stranice od 27. rujna 2007. (Wayback Machine)